# Buslijn 394 (Amsterdam-Zaandam)
Buslijn 394 is een buslijn van EBS die metrostation Noorderpark verbindt met station Zaandam. De buslijn behoort sinds december 2010 tot het R-net en werd in 1953 ingesteld door de toenmalige streekvervoerder Enhabo.

## Geschiedenis

### Lijnen 4 en 5
In 1953 werd de Maatschappij tot exploitatie van autobussen en autobusondernemingen (MEA) overgenomen door de Enhabo en ging dit bedrijf dat tot dan toe alleen in Oostzaan, Landsmeer, Purmerend en Amsterdam Noord reed in de gehele Zaanstreek rijden. Er werd toen een lijn 4 ingesteld tussen Krommenie, Wormerveer, Zaandijk, Zaandam en Amsterdam Buiksloterweg. Aan het Tolhuis reed lijn 4 verder als lijn 1 naar Landsmeer en omgekeerd. Op 21 juni 1966 werd bij de opening van de Coentunnel een nieuwe lijn 7 ingesteld die het traject Krommenie - Zaandam over nam van lijn 4. Lijn 4 nam op zijn beurt het traject Assendelft - Zaandam over van lijn 6. Sinds 1968 werd dit traject gereden door lijn 5.
Op 28 september 1969 werd lijn 4 vanuit Zaandam verlegd via Molenwijk en vandaar via de route van GVB lijn 37 via Tuttifruttidorp en het Mosplein via de IJtunnel naar het stationsplein gevoerd. Lijn 4 werd hierbij opengesteld voor stadsvervoer terwijl lijn 37 buiten de spitsuren werd opgeheven en tevens door de Enhabo werd geëxploiteerd. De reden hiervan was dat de gemeente Amsterdam 80% van de aandelen van de Enhabo had overgenomen en op deze manier efficiënter kon werken door het streekvervoer in te schakelen voor het verzorgen van stadsvervoer.
In 1974 werden lijn 4 en 5 gecombineerd tot een in twee richtingen rijdende ringlijn van Zaandam via Westzaan, Zaandijk, Koog aan de Zaan weer naar Zaandam. Sinds 1977 werd één keer per uur naar Assendelft gereden. In 1979 werd lijn 4 weer ingekort tot de Peperstraat en vervangen door de lijnen 41,42 en 44. 
In 1978 werd lijn 37 vernummerd in lijn 4S (supplement) omdat het GVB het lijnnummer 37 zelf nodig had voor de te knippen lijn 36 wat uiteindelijk nog vijf jaar op zich liet wachten. Inmiddels was het traject Zaandam-Assendelft gekoppeld aan een Zaanse stadslijn en reed lijn 4 alleen nog tussen Zaandam Peperstraat en Amsterdam.

### Lijn 94
Op 24 mei 1982 werd lijn 4 vernummerd in lijn 94 in het kader van de ophoging van de lijnnummers bij de Enhabo met 90 om doublures met het GVB te voorkomen. Lijn 4S werd lijn 94S. In Zaandam werd de lijn in 1983 verlengd van de Peperstraat naar het nieuwe station. In mei 1984 ging lijn 94S terug naar het GVB en werd daar lijn 45 om twee jaar later geheel te worden opgeheven.
In april 1991 werd lijn 94 een NZH lijn omdat de onder curatele staande Enhabo, er liep een surseance van betaling, was overgenomen door de NZH. Omdat de Gedempte gracht in Zaandam een voetgangersgebied werd moest de lijn worden verlegd naar de naastgelegen Vinkenstraat. 
In 1995 volgde een verlenging vanaf Zaandam langs het Noordzeekanaal naar Beverwijk en in de zomer naar Wijk aan Zee waarmee voor het eerst een directe verbinding tussen Amsterdam en Wijk aan Zee ontstond. In 1997 werd deze verlenging permanent. In mei 1999 werd lijn 94 een Connexxionlijn.
In december 2003 werd de route in Molenwijk en Tuttifruttidorp verlaten en werd direct via de Cornelis Douwesweg gereden en werd de lijn ingekort tot Zaandam. In Zaandam vond een verlegging plaats via het nieuwe busstation de Vlinder en werd niet langer via de Wibautstraat gereden maar via Poelenburg en Peldersveld. Op 14 december 2014 kreeg de lijn zijn eindpunt op het busstation IJzijde achter het Centraal Station.

#### Lijn 91
Met de dienstregeling 2006 verscheen ter versterking een nieuwe lijn 91 die van Amsterdam tot de Peperstraat dezelfde route kreeg als lijn 94 maar vanaf daar een rechtstreeks route buiten het centrum om naar de Zaanse Schans.

### Lijnen 391 en 394
Op 11 december 2010 werden de lijnen vernummerd in de lijnen 391 en 394 en omgezet in een R-net lijnen. De route bleef echter ongewijzigd. Op 10 december 2023 werden de concessie en lijnen overgenomen door EBS. In Amsterdam werd het begin-/eindpunt voor lijn 391 tijdelijk gewijzigd van Amsterdam Centraal Station naar Amsterdam Noorderpark (wegens werkzaamheden aan de Prins Hendrikkade) en voor lijn 394 definitief. Per 20 oktober 2024 werd het begin-/eindpunt voor lijn 391 weer teruggezet naar Amsterdam Centraal.

### Lijn N94
Er bestaat ook een nachtbus met het lijnnummer N94 die rijdt van Amsterdam Centraal naar Krommenie.